# Zeegroene rus
De zeegroene rus (Juncus inflexus) is een overblijvend kruid uit de russenfamilie (Juncaceae). De soort staat op de Nederlandse Rode lijst van planten als algemeen voorkomend en stabiel tot iets toegenomen. De soort komt van nature voor in Europa, Azië en Noord-Afrika. In Nieuw-Zeeland, Australië en in het oostelijke deel van Noord-Amerika is de plant ingevoerd. Het aantal chromosomen is 2n = 40.
De plant wordt 20 - 100 (150) cm hoog, heeft een korte en gedrongen wortelstok en groeit in dichte pollen. 
De grijs- of blauwgroene, sterk gegroefde, stugge stengels hebben regelmatig onderbroken merg en zijn ten minste vier keer zo lang als het onderste schutblad van de bloeiwijze.

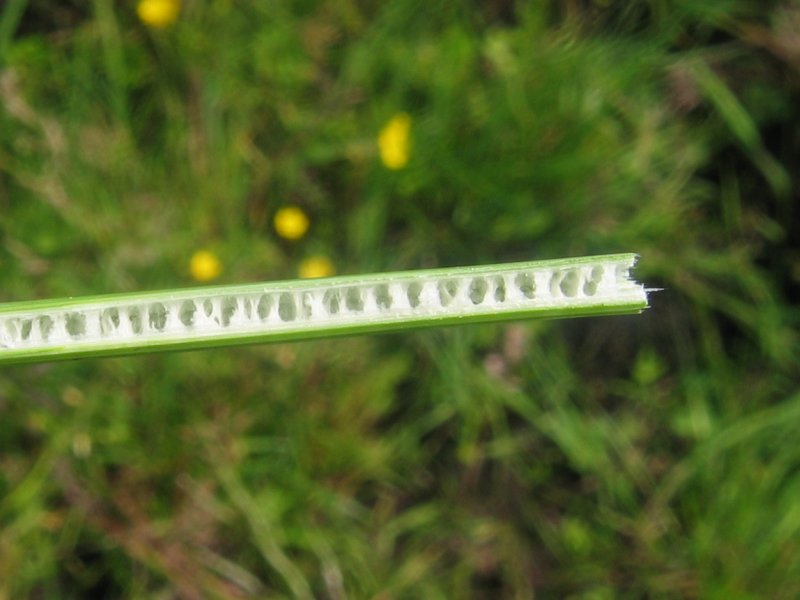
Merg

De aan de voet van de stengel staande schedeachtige, kale, lakachtig glanzende, bladeren zijn zwart-rood. De bovenste bladschede is aan de top afgerond.
De plant bloeit van juni tot in augustus met een vrij losse bloeiwijze met meestal meer dan twaalf bloemen per bloeiwijze. De takken van de bloeiwijze staan rechtop of schuin omhoog. De bloemen hebben aan de voet twee, vliezige, steunblaadjes. 
De zes, 2,5 - 4 mm lange, puntige, lichtbruine  bloemdekbladen hebben donkerbruine randen en een groene middenstreep. Ze zijn iets langer dan de vrucht. De bloem heeft zes meeldraden. De helmknoppen zijn ongeveer even lang als de helmdraden.
Het bovenstandige vruchtbeginsel heeft één stijl met drie, roodachtige stempels. De plant is een windbestuiver.
De vrucht is een veelzadige, driekantige, eivormige, bruine tot bruinzwarte doosvrucht, die aan de top niet is ingedeukt. De zaden hebben geen aanhangsel.
De zeegroene rus komt vooral voor op klei, op natte, kalkhoudende grond langs slootkanten, in weilanden, langs wegen en in afgravingen.

## Plantengemeenschap
Zeegroene rus is een indicatorsoort voor het vochtig grasland gedomineerd door russen (hj), een karteringseenheid in de Biologische Waarderingskaart (BWK) van Vlaanderen en het Brussels Hoofdstedelijk Gewest.

## Namen in andere talen
- Duits: Blaugrüne Binse
- Engels: Hard Rush, European Meadow Rush
- Frans: Jonc glauque